# Veracruz
För delstaten, se Veracruz (delstat). För andra betydelser, se Veracruz (olika betydelser).

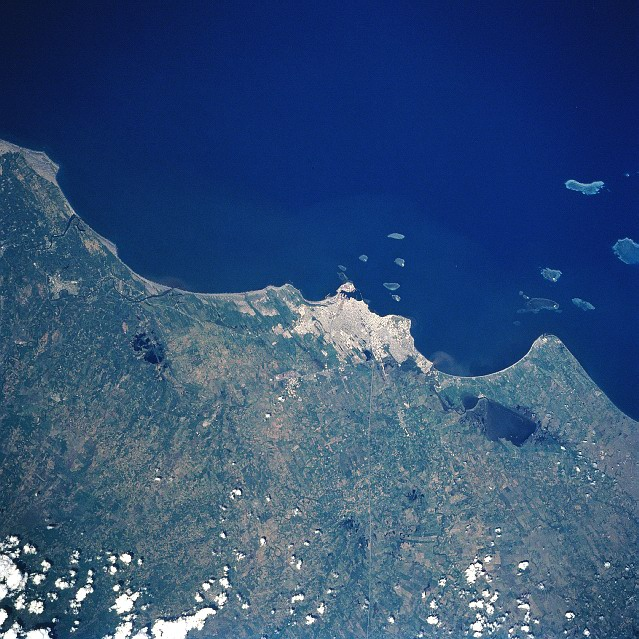
Satellitbild över Veracruz.

Veracruz är Mexikos tredje största hamnstad efter Tampico och Mazatlán. Den är en historisk viktigt hamnstad vid Mexikanska golfen och är belägen i delstaten Veracruz. Det finns en järnväg till Mexico City som är 425 kilometer lång, vilken fram till 1960-talet var den viktigaste kommunikationsleden i landet.

## Historia

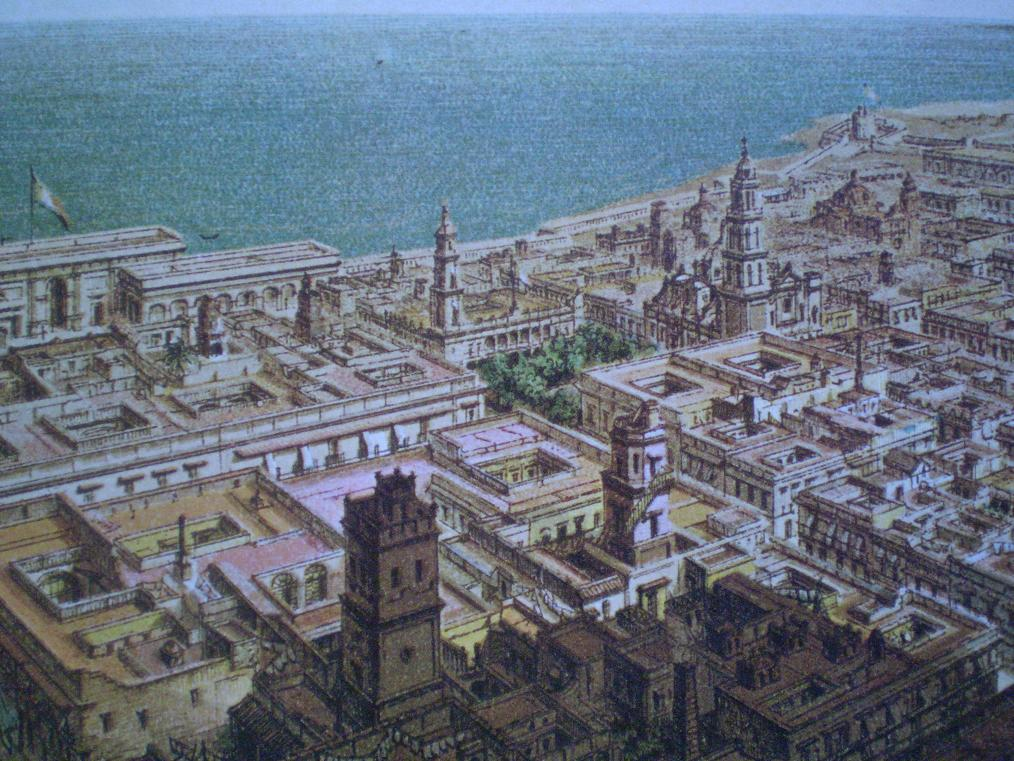
Veracruz på 1800-talet.

Staden grundades av Hernán Cortés år 1519 i samband med att Spanien erövrade Mexiko. Staden hette då "La Villa Rica de la Vera Cruz" (Den rika staden av det sanna korset). Staden var redan då en viktig hamnstad då mycket av det guld och silver som skickades från Amerika till Spanien skickades härifrån. Staden angreps av pirater och plundrades 1653 och 1712. För att lösa problemet med pirater byggdes Fort San Juan de Ulúa i hamnens öppning. Bygget började 1565 och skulle ta flera år att färdigställa. Stadens strategiska läge och stora hamn har gjort att den blivit belägrad många gånger av bland annat Frankrike och USA. Exempel är under mexikanska kriget, då den 1847 blev belägrad av USA och intagen.

## Kultur
Staden är känd för sitt musik- och dansliv som marimba, danzón, comparsa och la bamba. Turisterna dras till den berömda strandpromenaden vid hamnen, och i staden finns också många stränder. Det finns en hel del maträtter med tillägget a la veracruzana vilket innebär ofta att det ingår kapris, oliver och chile largo.

## Stad och storstadsområde
Staden är delstatens största och har 594 285 invånare (2007), vilket inkluderar den del av staden som ligger i grannkommunen Boca del Río. 
Själva kommunen Veracruz har 532 609 invånare (2007) på en yta av 243 km². Av dessa bor 462 003 invånare (2007) i den del av staden som ligger inom kommunens gräns. 
Storstadsområdet, Zona Metropolitana de Veracruz, har totalt 726 268 invånare (2007) på en yta av 1 120 km². Detta gör den till det näst folkrikaste mexikanska storstadsområdet vid Mexikanska golfen, efter Tampico. Området består av de tre kommunerna Veracruz, Alvarado och Boca del Río. 